# Gene Hackman
Eugene Allen Hackman (San Bernardino, California, 30 de enero de 1930-Santa Fe, Nuevo México, 18 de febrero de 2025), conocido como Gene Hackman, fue un actor estadounidense. En una carrera que duró más de cuatro décadas, recibió dos premios Óscar, dos premios de la Academia Británica de Cine y cuatro Globos de Oro.
Hackman ganó dos premios Oscar por su papel de Jimmy "Popeye" Doyle en el thriller de acción The French Connection (1971) de William Friedkin y por su papel de Mejor Actor de Reparto por su papel de un sheriff villano en la película western de Clint Eastwood, Unforgiven (1992). También fue nominado al Oscar por otros tres papeles: el de Buck Barrow en el drama criminal Bonnie and Clyde (1967), el de profesor universitario en el drama I Never Sang for My Father (1970) y el de agente del FBI en el drama histórico Mississippi Burning (1988).
Hackman ganó más fama por su interpretación de Lex Luthor en tres de las películas de Superman de 1978 a 1987. También actuó en The Poseidon Adventure (1972), Scarecrow (1973), The Conversation (1974), Night Moves (1975), A Bridge Too Far (1977), Under Fire (1983), Hoosiers (1986), Power (1986), Another Woman (1988), The Firm (1993), The Quick and the Dead (1995), Get Shorty (1995), The Birdcage (1996), Enemy of the State (1998), The Royal Tenenbaums (2001), and Runaway Jury (2003). Se retiró principalmente de la actuación después de su último papel cinematográfico en Welcome to Mooseport (2004), y ocasionalmente brindó narraciones para documentales de televisión hasta 2017. Hackman fue encontrado muerto junto a su esposa Betsy Arakawa en su casa el 26 de febrero de 2025.

## Biografía
Eugene Allen Hackman nació en San Bernardino, California, el 30 de enero de 1930. Hijo de Eugene Ezra Hackman y Lidya Gray Hackman. Hackman tenía antepasados neerlandeses, ingleses y escoceses asentados en Pensilvania. Su madre nació en Sarnia, Ontario, Canadá. Tenía un hermano, Richard, 12 años menor. La familia vivió en diversos lugares hasta que se instaló en casa de su abuela materna, Beatrice, en Danville, Illinois, donde su padre trabajó como jefe de imprenta de un periódico local. Sus padres se divorciaron cuando Gene contaba trece años, por lo que vivió con su madre hasta marcharse de casa a los 16 para alistarse en los Marines —tras haber mentido sobre su edad— donde sirvió durante tres años como operador de radio en China (hasta el triunfo de la revolución comunista en 1949), Hawái y Japón.
Después vivió en Nueva York, donde realizó varios trabajos de poca importancia. Regresó a Illinois para estudiar televisión y periodismo en la universidad, aprovechó la ayuda para los estudios que prestaba el Gobierno a los antiguos militares: fue a la School of Radio Technique de Nueva York, lo que le facilitó trabajar en emisoras de radio de Florida e Illinois.

## Trayectoria profesional

### Vocación tardía
Después de los 30 años, Hackman ingresó en la escuela de interpretación Pasadena Playhouse en Los Ángeles, donde forjó amistad con otra promesa de la actuación, Dustin Hoffman. Hizo algún trabajo televisivo en series como FBI o Los invasores, y debutó en el cine con un pequeño papel en el filme de gánsteres Mad Dog Coll (1961), de Burt Balaban, en el que ni aparecía en los créditos.[cita requerida]
Tras la muerte accidental de su madre en un incendio en 1962, volvió a Nueva York, donde estudió con George Morrison y actuó en teatros de poco relieve, hasta que en 1964 recibió su primera oferta para actuar en Broadway, la zona más prestigiosa de Nueva York. El éxito que cosechó le abrió las puertas del cine.[cita requerida]
Ese año trabajó como actor secundario en la película Lilith, de Robert Rossen, con Warren Beatty y Jean Seberg, y luego en algunos otros filmes.[cita requerida]

### Salto a la fama
En 1967, Warren Beatty lo recomendó para el papel del hermano de Clyde Barrow en Bonnie y Clyde, dirigida por Arthur Penn, de la que Beatty era protagonista y productor. Su convincente interpretación de Buck Barrow (en especial, la escalofriante escena de su muerte), convenció a la crítica, y Hackman obtuvo su primera candidatura al Óscar como Mejor actor de reparto. Su carrera se afianzó, y sus trabajos para el cine continuaron en una línea ininterrumpida. Durante ese año participó en la serie de culto Los invasores junto a Roy Thinnes, en el capítulo Las esporas (06/12/17, Francisco Rizzo). En 1969, trabajó con Robert Redford en la película El descenso de la muerte. Fue candidato una vez más como mejor actor de reparto, en la película I Never Sang for My Father (1970), de Gilbert Cates, con Melvyn Douglas y Estelle Parsons.[cita requerida]
En 1972 recibió un Óscar como mejor actor por su actuación en The French Connection de William Friedkin, interpretando a "Popeye" Doyle.
En la película La aventura del Poseidón (1972) de Ronald Neame, consolidó su sitio como un actor de carácter, al interpretar al excéntrico reverendo Scott que sacrificaba su vida en pos de unos desesperados pasajeros en un barco volcado en el mar, recibió muy buenas críticas de la prensa especializada. También en ese año protagonizó, junto a Al Pacino la película Espantapájaros de Jerry Schatzberg. Más tarde, en 1974 actuó como protagonista en la exitosa cinta de Francis Ford Coppola La conversación. En una aparición en la película El jovencito Frankenstein de Mel Brooks, daba vida a un ciego ermitaño. En 1975 trabajó de nuevo con Arthur Penn, en la película de intriga La noche se mueve, donde interpretaba al detective privado Harry Moseby. Tuvo varias interpretaciones más, incluida la notable secuela de French Connection (French Connection II), Marchar o morir, o Los aventureros de Lucky Lady y en 1978 encarnó al villano Lex Luthor en Superman: The Movie de Richard Donner. A pesar de su apariencia común, Hackman proyectaba en la pantalla personajes de una emocionalidad contenida en un estilo muy personal, que les otorgaba una gran credibilidad.  Hackman confiere a sus personajes un perfil que el público capta con credibilidad. Uno de los aspectos más destacados, que lo coloca entre los mejores actores de su generación, es que no hay un papel arquetípico con el que se le pueda identificar. Célebre es su papel en Bat 21 donde interpreta a un coronel caído tras las líneas en Vietnam.

### Años posteriores

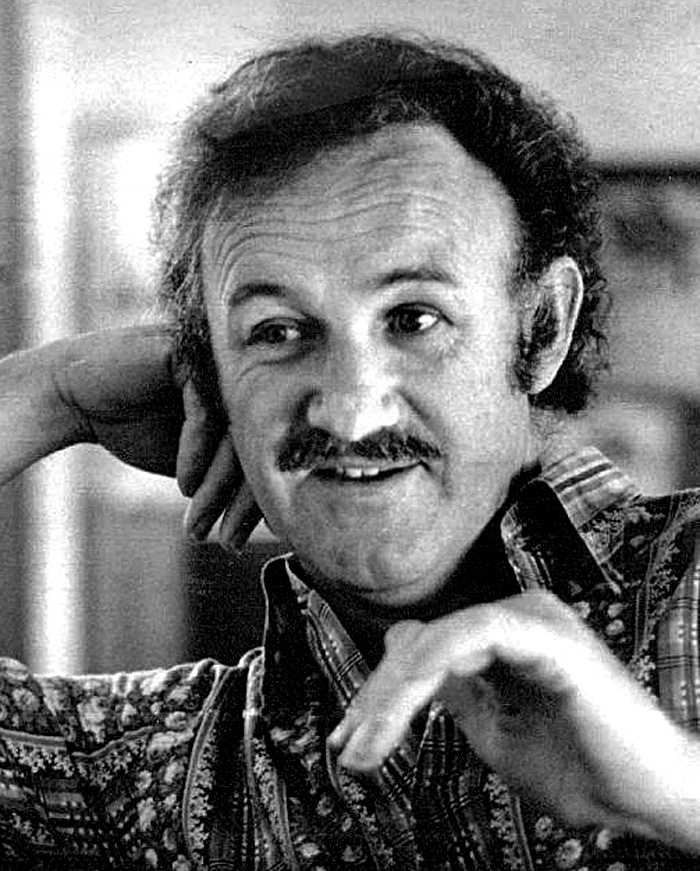
Hackman, en 1972.

Tras la década de los 70, Hackman continuó con su carrera cinematográfica, con películas como dos secuelas de Superman: The Movie (Superman II y Superman IV), Rojos (1981), dirigida por su amigo y compañero Warren Beatty, en la que sólo realiza una pequeña intervención, Bajo el fuego (1983) de Roger Spottiswoode, Hoosiers (1986) de David Anspaugh, Otra mujer (1987) de Woody Allen, Bat 21 (1988) de Peter Markle y Mississippi Burning (1989) de Alan Parker, por la que fue candidato al Óscar como mejor actor.
Hacia finales de los años 1980, Hackman se había convertido en un gran actor, muy respetado por la profesión y por el público, alternando papeles secundarios con papeles principales, e incluso apariciones cortas, escogió siempre los guiones con cuidado.
En 1990 tuvo que someterse a una intervención de corazón por una afección, de la que se recuperó, aunque la dolencia le mantuvo alejado de su trabajo durante casi dos años. [cita requerida]
Ganó su segundo Óscar en 1992, como mejor actor de reparto, por su interpretación de sheriff sádico en Unforgiven (Sin perdón), dirigida y protagonizada por Clint Eastwood. Esta segunda estatuilla cimentó su reputación ante una nueva generación de espectadores. En 1993 intervino en la película The Firm de Sydney Pollack, junto a Tom Cruise. En 1995, interpretó a John Herodes, en la película The Quick and the Dead (Rápida y Mortal) con Sharon Stone, encarnó al capitán Frank Ramsey en Marea roja con Denzel Washington. En 1996 coprotagonizó la comedia The Birdcage junto con Robin Williams y Nathan Lane.Volvió a ponerse bajo la dirección de Eastwood en 1997, en la película Poder absoluto. En 1998 trabajó con Paul Newman en la película Al caer el sol, ese año intervino en la película Enemigo público junto a Will Smith.

### Últimos años activos
Después de tantos años dedicado a la interpretación, Hackman quiso probar otro tipo de actividad y escribió una novela, junto con el submarinista Daniel Lenihan, que fue publicada en 1999, titulada Wake of the Perdido Star, año en el que no intervino en ninguna película. En 2004 se publicó una segunda novela del actor, titulada Justice for None, y más recientemente, la titulada Escape From Andersonville. Hackman pintaba, pilotaba aviones, participaba en carreras de coches y era un ávido coleccionista de cine.
Tras la década de los 90, apareció en varias películas, como Bajo sospecha (2000), The Replacements (2000), Heist (2001), The Royal Tenenbaums (2001), Tras la línea enemiga (2001), Runaway Jury (2003) y Bienvenido a Mooseport (2004) siendo ésta, según Hackman, la última película en la que participaría, pasó a engrosar la lista de más de ochenta filmes, que rodó a lo largo de una fructífera carrera. A lo largo de 40 años había interpretado personajes muy diversos, todos convincentes.
Hackman rechazó los protagónicos de Encuentros en la tercera fase, Tiburón, Domingo negro, Raiders of the Lost Ark, El cazador, Network, The Silence of the Lambs y One Flew Over the Cuckoo's Nest. Y fue candidato a interpretar al abogado Tom Hagen en El padrino, de Francis Ford Coppola, papel que acabó interpretando Robert Duvall.[cita requerida]
La falta de estereotipo físico, fue uno de los puntales de su éxito que permitió no encasillarse y diversificar su versatilidad.
Dentro de sus premios los hay de cine Británico, cuatro Globos de Oro, el Trofeo al mejor actor del Festival de Cannes, dos Premios de la Asociación Nacional de propietarios de Cines y un gran número de galardones de críticos así como títulos retrospectivos de entidades como el British Film Institute, el San Francisco Film Festival y el American Film Institute.
El 7 de julio de 2004, en una entrevista a Larry King, anunció que no tenía proyectos, que su carrera como actor había terminado. En 2008, con 78 años, confirmó en una nueva entrevista que abandonaba por completo la industria cinematográfica, para adentrarse en su carrera literaria, empezada en los años '90 (hacer películas le resultaba muy estresante). Fueron muchos los seguidores y compañeros de profesión (como Eastwood, buen amigo con el que había trabajado) los que lamentaron su decisión, aunque la respetaron. El actor valora la libertad del oficio literario, en el que sólo cuentan los puntos de vista de Lenihan y el suyo, lo que permite un mayor control sobre lo que quiere decir y hacer, a diferencia de las múltiples dependencias en el negocio del cine.

## Vida privada

### Matrimonios y familia
En 1956, se casó con Faye Maltese (1928–2017), con quien tuvo un hijo y dos hijas: Christopher Allen, Elizabeth Jean y Leslie Anne Hackman. A menudo estaba en locaciones haciendo películas mientras los niños crecían. La pareja se divorció en 1986, después de tres décadas de matrimonio.
El 1 de diciembre de 1991, Hackman se casó con la pianista clásica Betsy Arakawa (1959-2025), después de haber estado saliendo durante siete años. Compartían una casa en Santa Fe (Nuevo México), que apareció en Architectural Digest en 1990. En ese momento, la casa mezclaba estilos del suroeste de Estados Unidos y estaba en la cima de una colina de doce acres, con una vista de 360 grados que se extendía hasta las montañas Jemez, Sangre de Cristo y Sandia.

### Intereses

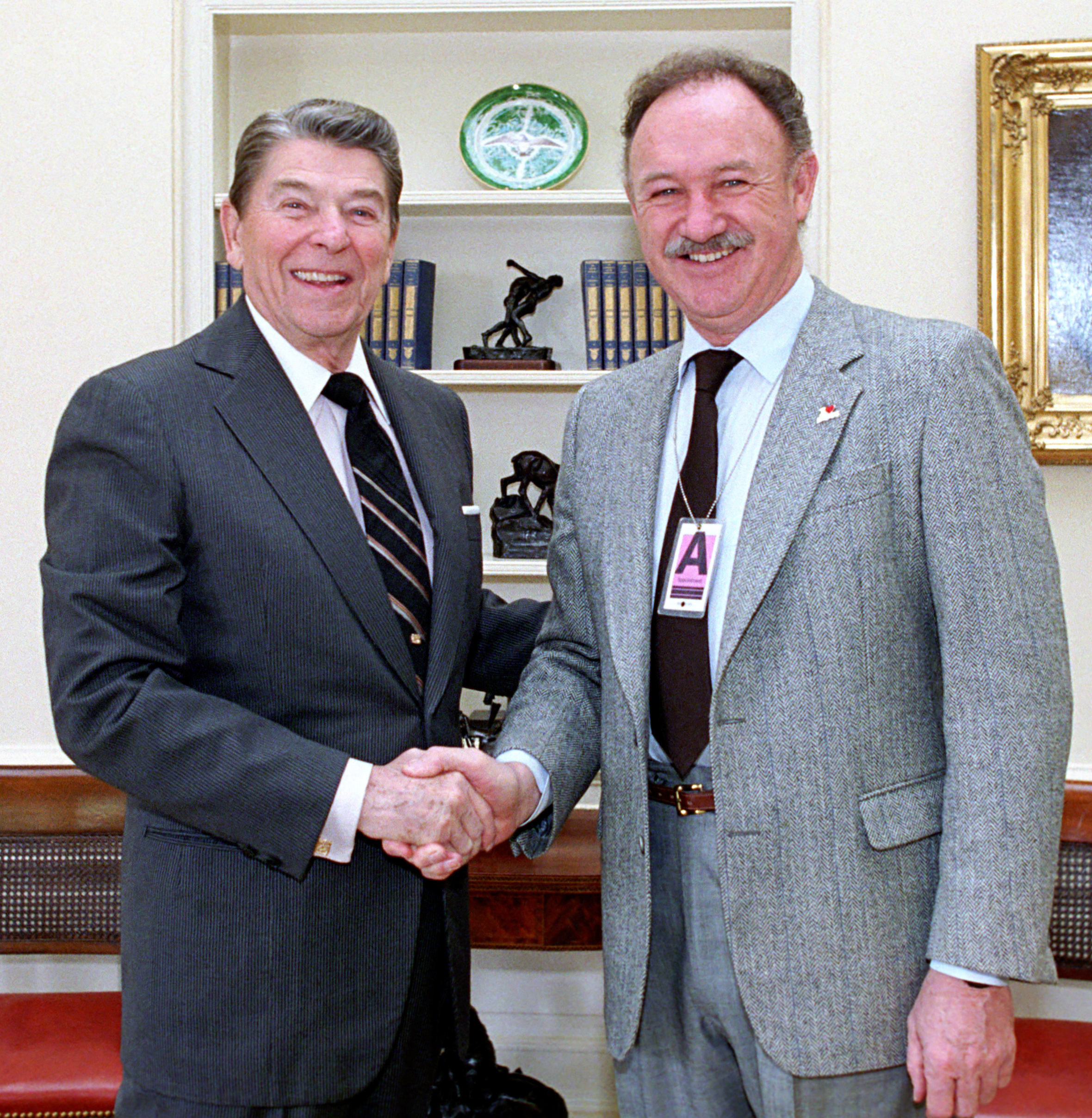
Hackman (derecha) con el presidente Ronald Reagan en 1987.

Hackman era partidario del Partido Demócrata y dijo que estaba «orgulloso» de estar incluido en la «lista de enemigos» de Richard Nixon. Sin embargo, habló con cariño del presidente republicano Ronald Reagan.
A finales de la década de 1970, Hackman compitió en carreras del Sports Car Club of America, conduciendo un Fórmula Ford de ruedas abiertas. En 1980, ganó la Long Beach Toyota Pro/Celebrity Race. También condujo un Toyota del equipo Dan Gurney en la carrera de resistencia de las 24 Horas de Daytona en 1983.
Hackman era fanático de los Jacksonville Jaguars, un equipo de fútbol americano de la NFL con sede en Jacksonville, Florida, y asistía regularmente a los juegos de los Jaguars como invitado del exentrenador en jefe Jack Del Rio. Su amistad se remonta a los días en que Del Río jugaba en la Universidad del Sur de California.
Hackman también estaba interesado en la arquitectura y el diseño. En 1990 ya había creado diez casas, dos de las cuales aparecieron en Architectural Digest. Después de un tiempo, pasó a la restauración de otra casa. «No sé qué me pasa», comentó, «supongo que me gusta el proceso, y cuando se acaba, se acaba». Hackman fue un ciclista activo hasta bien entrados los 90 años.

### Salud
En 1990, se sometió a una angioplastia. En 2012, fue atropellado por una camioneta mientras iba en bicicleta por los Cayos de la Florida. Inicialmente se informó que había sufrido un traumatismo craneoencefálico grave; sin embargo, su publicista afirmó que sus lesiones no eran más que «golpes y moretones». Fue visto por última vez en público en marzo de 2024. Después de su muerte, los informes de la autopsia revelaron que Hackman tenía la enfermedad de Alzheimer, lo que contribuyó a su muerte.

## Fallecimiento
En los últimos meses de su vida, los vecinos de Hackman en Santa Fe (Nuevo México), notaron que su salud parecía estar decayendo, y él y Arakawa dejaron de comunicarse con familiares y amigos. Arakawa murió en su casa alrededor del 12 de febrero de 2025, a causa de síndrome pulmonar por hantavirus. Hackman no buscó ayuda; las autoridades creían que no podía comprender su muerte debido a su Alzheimer. Hackman murió en su casa alrededor del 18 de febrero, momento en el que su marcapasos registró un ritmo anormal. Murió de una enfermedad cardíaca grave, complicada con enfermedad de Alzheimer avanzada y enfermedad renal.
El 26 de febrero se encontraron los cuerpos de Hackman, Arakawa y uno de sus tres perros. Dos de los perros de la pareja fueron encontrados vivos en la casa. El descubrimiento se produjo después de que un trabajador de mantenimiento, preocupado porque la pareja no había abierto la puerta, llamó a seguridad para pedir ayuda. El personal de seguridad vio los cuerpos a través de una ventana y alertó a las autoridades. Aunque no se sospechó que hubiera habido un crimen, las muertes se consideraron lo suficientemente sospechosas como para justificar una investigación. El 28 de febrero se descartó una intoxicación por monóxido de carbono. Las causas de la muerte fueron anunciadas en una conferencia de prensa el 7 de marzo.
En abril de 2025, las autoridades liberaron un informe de tipo sanitario ambiental del hogar de los Hackman, en este comunicado se indica que la vivienda estaba infestada de roedores, heces de los mismos y un desorden de tal magnitud que propiciaba la proliferación de ratones en el hogar de los Hackman y la propagación del hantavirus (solo afecta a los humanos, no a animales domésticos). Sus hijos, excluidos de la herencia del actor, organizaron un sencillo funeral donde sus restos reposan en una lápida sin inscripción alguna.

### Homenajes y legado
Numerosos miembros de la industria cinematográfica rindieron homenaje a Hackman tras su muerte. Clint Eastwood, que dirigió a Hackman en dos películas, Unforgiven (1992) y Poder absoluto (1997), escribió en una declaración: «No había mejor actor que Gene. Intenso e instintivo. Nunca una nota falsa. También era un querido amigo al que extrañaré mucho». Francis Ford Coppola, que lo dirigió en La conversación (1974), escribió: «Gene Hackman fue un gran actor, inspirador y magnífico en su trabajo y complejidad ... Lamento su pérdida y celebro su existencia y contribución». El príncipe Guillermo de Gales emitió un comunicado en el que decía que «Hackman fue un verdadero genio del cine que dio vida a todos y cada uno de los personajes con poder, autenticidad y calidad de estrella».
Morgan Freeman rindió homenaje a Hackman en la 97.ª edición de los Premios Óscar, diciendo: «Como todos los que alguna vez compartieron escena con él, aprendí que era un intérprete generoso cuyos dones elevaban el trabajo de todos», y que sería «recordado como alguien que hizo un buen trabajo y mucho más». Otros que rindieron homenaje incluyen a Dustin Hoffman, Glenn Close, Tom Hanks, Viola Davis, Bill Murray, Mel Brooks, Alec Baldwin, Gwyneth Paltrow, Barbra Streisand, Nathan Lane, Josh Brolin, John Cusack, Ben Stiller, Antonio Banderas, Hank Azaria y Jennifer Love Hewitt. El crítico de cine de The Guardian, Peter Bradshaw, escribió que la muerte de Hackman marcó el final del cine del Nuevo Hollywood. Describió a Hackman como «una verdadera estrella; de hecho, la estrella de cada escena en la que estaba – ese rostro duro, sabio, inteligente, pero poco apuesto, perpetuamente al borde de la burla fría y despreocupada, o arrugado en una sonrisa desgarradora, paternal y dolorida».

## Filmografía

### Cine
| Año  | Título original                  | Personaje                           | Ref.   |
| ---- | -------------------------------- | ----------------------------------- | ------ |
| 1961 | Mad Dog Coll                     | Policía                             | [ 48 ] |
| 1964 | Lilith                           | Norman                              | [ 48 ] |
| 1966 | Hawái                            | John Whipple                        | [ 48 ] |
| 1967 | Banning                          | Tommy Del Gaddo                     | [ 48 ] |
| 1967 | A Covenant with Death            | Alfred Harmsworth                   | [ 49 ] |
| 1967 | First to Fight                   | Sargento Tweed                      | [ 48 ] |
| 1967 | Bonnie and Clyde                 | Buck Barrow                         | [ 48 ] |
| 1968 | The Split                        | Tte. Walter Brill                   | [ 48 ] |
| 1969 | Riot                             | "Red" Fraker                        | [ 48 ] |
| 1969 | The Gypsy Moths                  | Joe Browdy                          | [ 48 ] |
| 1969 | Downhill Racer                   | Eugene Claire                       | [ 48 ] |
| 1969 | Marooned                         | "Buzz" Lloyd                        | [ 48 ] |
| 1970 | I Never Sang for My Father       | Gene Garrison                       | [ 48 ] |
| 1971 | Doctors' Wives                   | Dave Randolph                       | [ 48 ] |
| 1971 | The Hunting Party                | Brandt Ruger                        | [ 48 ] |
| 1971 | The French Connection            | Jimmy "Popeye" Doyle                | [ 48 ] |
| 1972 | Prime Cut                        | Mary Ann                            | [ 48 ] |
| 1972 | The Poseidon Adventure           | Rev. Frank Scott                    | [ 48 ] |
| 1972 | Cisco Pike                       | Sargento Leo Holland                | [ 48 ] |
| 1973 | Scarecrow                        | Max Millan                          | [ 48 ] |
| 1974 | The Conversation                 | Harry Caul                          | [ 48 ] |
| 1974 | Young Frankenstein               | Harold, el ciego                    | [ 48 ] |
| 1974 | Zandy's Bride                    | Zandy Allan                         | [ 48 ] |
| 1975 | French Connection II             | Jimmy "Popeye" Doyle                | [ 48 ] |
| 1975 | Lucky Lady                       | Kibby Womack                        | [ 48 ] |
| 1975 | Night Moves                      | Harry Moseby                        | [ 48 ] |
| 1975 | Bite the Bullet                  | Sam Clayton                         | [ 48 ] |
| 1977 | The Domino Principle             | Roy Tucker                          | [ 48 ] |
| 1977 | A Bridge Too Far                 | Stanisław Sosabowski                | [ 48 ] |
| 1977 | March or Die                     | Mayor William Sherman Foster        | [ 49 ] |
| 1978 | Superman: The Movie              | Lex Luthor                          | [ 48 ] |
| 1980 | Superman II                      | Lex Luthor                          | [ 49 ] |
| 1981 | All Night Long                   | George Dupler                       | [ 48 ] |
| 1981 | Reds                             | Pete Van Wherry                     | [ 48 ] |
| 1983 | Under Fire                       | Alex Grazier                        | [ 48 ] |
| 1983 | Two of a Kind                    | God (Voz)                           | [ 50 ] |
| 1983 | Uncommon Valor                   | Col. Jason Rhodes, USMC (Ret.)      | [ 48 ] |
| 1983 | Eureka                           | Jack McCann                         | [ 49 ] |
| 1984 | Misunderstood                    | Ned Rawley                          | [ 48 ] |
| 1985 | Twice in a Lifetime              | Harry MacKenzie                     | [ 48 ] |
| 1985 | Target                           | Walter Lloyd / Duncan "Duke" Potter | [ 48 ] |
| 1986 | Power                            | Wilfred Buckley                     | [ 48 ] |
| 1986 | Hoosiers                         | Coach Norman Dale                   | [ 48 ] |
| 1987 | No Way Out                       | David Brice                         | [ 48 ] |
| 1987 | Superman IV: The Quest for Peace | Lex Luthor / Nuclear Man (voz)      | [ 48 ] |
| 1988 | Bat*21                           | Lt. Col Iceal Hambleton, USAF       | [ 48 ] |
| 1988 | Split Decisions                  | Danny McGuinn                       | [ 48 ] |
| 1988 | Another Woman                    | Larry Lewis                         | [ 48 ] |
| 1988 | Full Moon in Blue Water          | Floyd                               | [ 48 ] |
| 1988 | Mississippi Burning              | Rupert Anderson                     | [ 48 ] |
| 1989 | The Package                      | Sergeant Johnny Gallagher           | [ 48 ] |
| 1990 | Loose Cannons                    | Det. MacArthur 'Mac' Stern          | [ 48 ] |
| 1990 | Postcards from the Edge          | Lowell Kolchek                      | [ 48 ] |
| 1990 | Narrow Margin                    | Robert Caulfield                    | [ 48 ] |
| 1991 | Class Action                     | Jedediah Tucker Ward                | [ 48 ] |
| 1991 | Company Business                 | Sam Boyd                            | [ 48 ] |
| 1992 | Unforgiven                       | Sheriff Bill "Little Bill" Daggett  | [ 48 ] |
| 1993 | The Firm                         | Avery Tolar                         | [ 48 ] |
| 1993 | Geronimo: An American Legend     | Brigadier General George Crook      | [ 48 ] |
| 1994 | Wyatt Earp                       | Nicholas Porter Earp                | [ 48 ] |
| 1995 | The Quick and the Dead           | John Herod                          | [ 48 ] |
| 1995 | Crimson Tide                     | Capitán Frank Ramsey                | [ 48 ] |
| 1995 | Get Shorty                       | Harry Zimm                          | [ 48 ] |
| 1996 | The Birdcage                     | Senador Kevin Keeley                | [ 48 ] |
| 1996 | Extreme Measures                 | Dr. Lawrence Myrick                 | [ 48 ] |
| 1996 | The Chamber                      | Sam Cayhall                         | [ 48 ] |
| 1997 | Absolute Power                   | Presidente Alan Richmond            | [ 48 ] |
| 1998 | Twilight                         | Jack Ames                           | [ 48 ] |
| 1998 | Antz                             | General Mandible (Voz)              | [ 51 ] |
| 1998 | Enemy of the State               | Edward "Brill" Lyle                 | [ 48 ] |
| 2000 | Under Suspicion                  | Henry Hearst                        | [ 48 ] |
| 2000 | The Replacements                 | Entrenador Jimmy McGinty            | [ 48 ] |
| 2001 | The Mexican                      | Arnold Margolese                    | [ 49 ] |
| 2001 | Heartbreakers                    | William B. Tensy                    | [ 48 ] |
| 2001 | Heist                            | Joe Moore                           | [ 48 ] |
| 2001 | Behind Enemy Lines               | Admirante Leslie Reigart            | [ 48 ] |
| 2001 | The Royal Tenenbaums             | Royal Tenenbaum                     | [ 48 ] |
| 2003 | Runaway Jury                     | Rankin Fitch                        | [ 48 ] |
| 2004 | Welcome to Mooseport             | Monroe "Eagle" Cole                 | [ 48 ] |

### Televisión
| Año       | Título original                          | Personaje                             | Notas                                        | Ref.   |
| --------- | ---------------------------------------- | ------------------------------------- | -------------------------------------------- | ------ |
| 1959–1962 | The United States Steel Hour             | Varios personajes                     | 8 episodios                                  | [ 52 ] |
| 1959–1964 | Brenner                                  | Richard Clayburn Patrolman Claibourne | 3 episodios                                  | [ 52 ] |
| 1961      | Tallahassee 7000                         | Joe Lawson                            | Episodio: "The Fugitive"                     | [ 53 ] |
| 1961–1963 | The Defenders                            | Jerry Warner / Stanley McGuirk        | 2 episodios                                  | [ 52 ] |
| 1963      | Look Up and Live                         | Frank Collins                         | Episodio: "Look Up and Live"                 |        |
| 1963      | Naked City                               | Mr. Jasper                            | Episodio: "Prime of Life"                    | [ 54 ] |
| 1963      | Route 66                                 | Motorista                             | Episodio: "Who Will Cheer My Bonny Bride?"   | [ 54 ] |
| 1963      | The DuPont Show of the Week              | Douglas McCann                        | Episodio: "Ride with Terror"                 |        |
| 1963      | East Side West Side                      | Policía                               | Episodio: "Creeps Live Here"                 | [ 55 ] |
| 1966      | The Trials of O'Brien                    | Roger Nathan                          | Episodio: "The Only Game in Town"            | [ 56 ] |
| 1966      | Hawk                                     | Houston Worth                         | Episodio: "Do Not Mutilate or Spindle"       | [ 56 ] |
| 1967      | The F.B.I.                               | Herb Kenyon                           | Episodio: "The Courier"                      | [ 57 ] |
| 1967      | The Invaders                             | Tom Jessup                            | Episodio: "The Spores"                       | [ 52 ] |
| 1967      | Iron Horse                               | Harry Wadsworth                       | Episodio: "Leopards Try, But Leopards Can't" | [ 52 ] |
| 1967      | CBS Playhouse                            | Ned                                   | Episodio: "My Father and My Mother"          | [ 58 ] |
| 1967      | I Spy                                    | Frank Hunter                          | Episodio: "Happy Birthday Everybody"         | [ 58 ] |
| 1967      | Insight                                  | Holt                                  | Episodio: "Confrontation"                    | [ 58 ] |
| 1968      | Shadow on the Land                       | Thomas Davis                          | Película para TV                             | [ 59 ] |
| 2007      | America's Game: The Super Bowl Champions | Narrador                              | 4 episodios                                  | [ 60 ] |
| 2008      | Diners, Drive-Ins and Dives              | él mismo                              | Episodio: "What’s for Breakfast?"            | [ 61 ] |
| 2016      | The Unknown Flag Raiser of Iwo Jima      | Narrador                              | Voz; documental                              | [ 62 ] |
| 2017      | We, the Marines                          | Narrador                              | Voz; documental                              | [ 61 ] |

## Teatro
| Año       | Título original           | Personaje                 | Ubicación                                 | Ref.   |
| --------- | ------------------------- | ------------------------- | ----------------------------------------- | ------ |
| 1960–1961 | The Premise               | Various roles             | The Premise, Bleecker Street              | [ 63 ] |
| 1963      | Children from Their Games | Charles Widgin Rochambeau | Morosco Theatre, Broadway                 | [ 64 ] |
| 1963      | A Rainy Day in Newark     | Sidney Rice               | Belasco Theatre, Broadway                 | [ 65 ] |
| 1963      | Come to the Palace of Sin | Performer                 | Lucille Lortel Theatre, Off-Broadway      | [ 65 ] |
| 1964–1965 | Any Wednesday             | Cass Henderson            | Music Box Theatre / George Abbott Theatre | [ 65 ] |
| 1964–1965 | Poor Richard              | Sydney Caroll             | Helen Hayes Theatre, Broadway             | [ 66 ] |
| 1967      | The Natural Look          | Dr. Barney Harris         | Longacre Theatre, Broadway                | [ 67 ] |
| 1967      | Fragments / The Basement  | Baxter / Zach             | Cherry Lane Theatre, Off-Broadway         | [ 67 ] |
| 1992      | Death and the Maiden      | Roberto Miranda           | Brooks Atkinson Theatre, Broadway         | [ 67 ] |

## Reconocimientos
Premios Óscar
| Año  | Categoría              | Película                  | Resultado |
| ---- | ---------------------- | ------------------------- | --------- |
| 1968 | Mejor actor de reparto | Bonnie y Clyde            | Nominado  |
| 1970 | Mejor actor de reparto | Nunca canté para mi padre | Nominado  |
| 1972 | Mejor actor            | The French Connection     | Ganador   |
| 1989 | Mejor actor            | Mississippi Burning       | Nominado  |
| 1993 | Mejor actor de reparto | Unforgiven                | Ganador   |

Globos de Oro
| Año  | Categoría                       | Película                | Resultado |
| ---- | ------------------------------- | ----------------------- | --------- |
| 1972 | Mejor actor - Drama             | The French Connection   | Ganador   |
| 1975 | Mejor actor - Drama             | La Conversación         | Nominado  |
| 1976 | Mejor actor - Drama             | French Connection II    | Nominado  |
| 1984 | Mejor actor de reparto          | Bajo el fuego           | Nominado  |
| 1986 | Mejor actor - Drama             | Dos veces en la vida    | Nominado  |
| 1989 | Mejor actor - Drama             | Mississippi Burning     | Nominado  |
| 1993 | Mejor actor de reparto          | Unforgiven              | Ganador   |
| 2002 | Mejor actor - Comedia o musical | The Royal Tenenbaums    | Ganador   |
| 2003 | Premio Cecil B. DeMille         | Premio Cecil B. DeMille | Ganador   |

BAFTA
| Año  | Categoría              | Película                                       | Resultado |
| ---- | ---------------------- | ---------------------------------------------- | --------- |
| 1972 | Mejor Actor            | La aventura del Poseidón The French Connection | Ganador   |
| 1992 | Mejor Actor de Reparto | Unforgiven                                     | Ganador   |

Premios del Sindicato de Actores
| Año  | Categoría     | Película     | Resultado |
| ---- | ------------- | ------------ | --------- |
| 1997 | Mejor reparto | The Birdcage | Ganador   |

CFCA
| Año  | Categoría   | Película             | Resultado |
| ---- | ----------- | -------------------- | --------- |
| 2001 | Mejor actor | The Royal Tenenbaums | Ganador   |

NBR
| Año  | Categoría   | Película              | Resultado |
| ---- | ----------- | --------------------- | --------- |
| 1972 | Mejor actor | The French Connection | Ganador   |
| 1974 | Mejor actor | La Conversación       | Ganador   |
| 1988 | Mejor actor | Mississippi Burning   | Ganador   |

NYFCC
| Año  | Categoría              | Película              | Resultado |
| ---- | ---------------------- | --------------------- | --------- |
| 1971 | Mejor actor            | The French Connection | Ganador   |
| 1992 | Mejor actor de reparto | Unforgiven            | Ganador   |

Festival Internacional de Cine de Berlín
| Año  | Categoría                                        | Película            | Resultado |
| ---- | ------------------------------------------------ | ------------------- | --------- |
| 1989 | Oso de Plata a la mejor interpretación masculina | Mississippi Burning | Ganador   |

KCFCC
| Año  | Categoría              | Película              | Resultado |
| ---- | ---------------------- | --------------------- | --------- |
| 1971 | Mejor actor            | The French Connection | Ganador   |
| 1992 | Mejor actor de reparto | Unforgiven            | Ganador   |

LAFCA
| Año  | Categoría              | Película   | Resultado |
| ---- | ---------------------- | ---------- | --------- |
| 1992 | Mejor actor de reparto | Unforgiven | Ganador   |

Bronze Wrangler for Theatrical Motion Picture
| Año  | Categoría   | Película                     | Resultado |
| ---- | ----------- | ---------------------------- | --------- |
| 1976 | Mejor actor | Muerde la bala               | Ganador   |
| 1992 | Mejor actor | Unforgiven                   | Ganador   |
| 1994 | Mejor actor | Geronimo: An American Legend | Ganador   |

NSFC
| Año  | Categoría              | Película             | Resultado |
| ---- | ---------------------- | -------------------- | --------- |
| 1967 | Mejor actor de reparto | Bonnie y Clyde       | Ganador   |
| 1992 | Mejor actor de reparto | Unforgiven           | Ganador   |
| 2002 | Mejor actor            | The Royal Tenenbaums | Ganador   |